# Arbelodes heringi
Arbelodes heringi is een vlinder uit de familie van de Metarbelidae. De wetenschappelijke naam van de soort is voor het eerst gepubliceerd in 1930 door Antonius Johannes Theodorus Janse.
Deze soort komt voor in Namibië.